# حمام قلعه کافر
بقایای حمام قلعه کافر مربوط به سده‌های میانه دوران‌های تاریخی پس از اسلام است و در شهرستان گرمسار، بخش ایوانکی، دهستان ایوانکی، دامنه شمالی رشته کوه جنوب روستای دزک، شمال مسیل رودخانه شور واقع شده و این اثر در تاریخ ۲۶ اسفند ۱۳۸۷ با شمارهٔ ثبت ۲۶۰۶۶ به‌عنوان یکی از آثار ملی ایران به ثبت رسیده‌است.